# 蔵内駅
蔵内駅（くらうちえき）は、宮城県気仙沼市本吉町歌生（うとう）にある、東日本旅客鉄道（JR東日本）気仙沼線BRT（バス高速輸送システム）のバス停留所である。元々は同社の気仙沼線の鉄道駅であった。

## 歴史
- 1977年（昭和52年）12月11日：日本国有鉄道（国鉄）気仙沼線の駅として開業[2]。
- 1987年（昭和62年）4月1日：国鉄分割民営化により、JR東日本の駅となる[2]。
- 2011年（平成23年）3月11日：東日本大震災により営業休止。
- 2012年（平成24年）8月20日：BRTで仮復旧[3]。駅は国道上に移設。
- 2013年（平成25年）9月5日：バス専用道の延伸に伴い、BRT用の駅舎を旧駅舎のあった場所に整備し駅を移設[4]。
- 2015年（平成27年）10月5日：河川工事に伴い、国道上に駅を移設[5]。
- 2019年（令和元年）11月1日：バス専用道の供用再開に伴い、専用道上の駅に再移設[6]。
- 2020年（令和2年）4月1日：柳津駅 - 気仙沼駅間の鉄道事業廃止により、鉄道駅としては廃駅となる[7][8]。

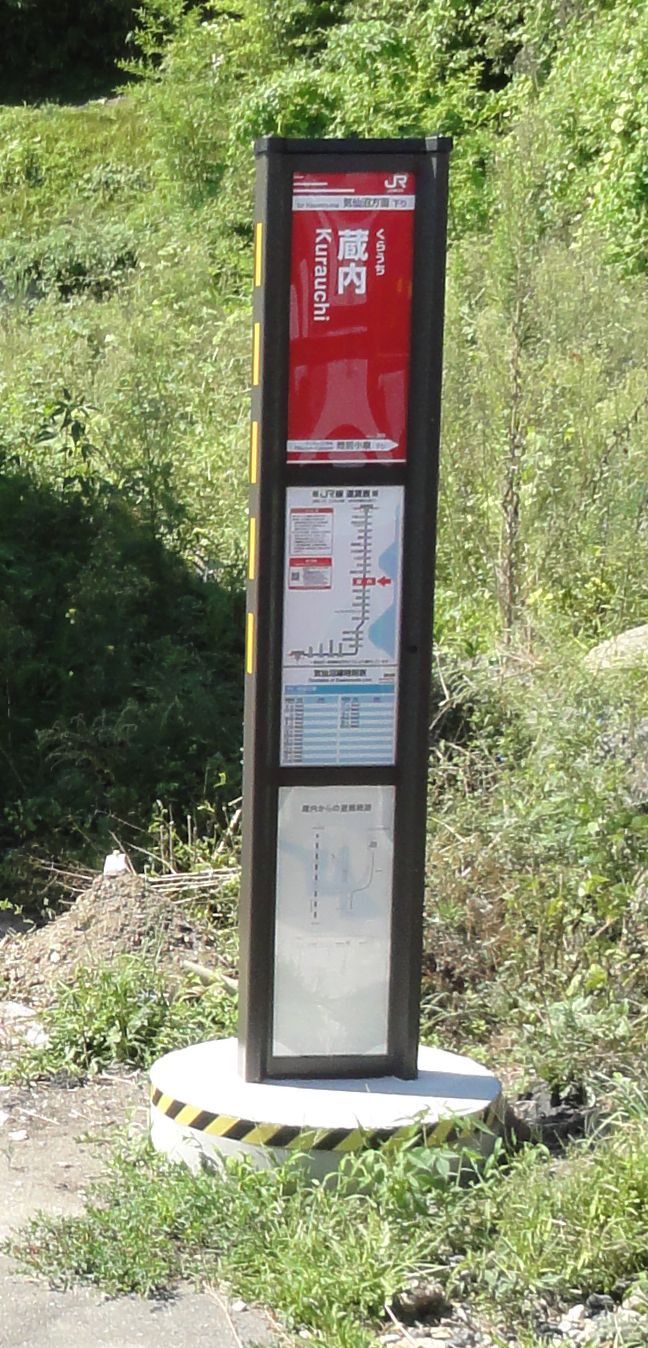
一般道上に設置されていた時代のBRTのりば（2012年9月）

## 駅構造
旧ホームと線路を撤去した専用道上にBRT用の駅舎が整備され、バス同士の行き違いにも対応している。
鉄道運用時は盛土上に単式ホーム1面1線を有する地上駅で、石巻駅管理の無人駅であった。

## 利用状況
JR東日本によると、2023年度（令和5年度）の1日平均乗車人員は6人である。
2013年度（平成25年度）以降の推移は以下のとおりである。
| 乗車人員推移       | 乗車人員推移     | 乗車人員推移    |
| 年度               | 1日平均 乗車人員 | 出典            |
| ------------------ | ---------------- | --------------- |
| 2013年（平成25年） | 6                | [ 利用客数 2 ]  |
| 2014年（平成26年） | 4                | [ 利用客数 3 ]  |
| 2015年（平成27年） | 4                | [ 利用客数 4 ]  |
| 2016年（平成28年） | 3                | [ 利用客数 5 ]  |
| 2017年（平成29年） | 4                | [ 利用客数 6 ]  |
| 2018年（平成30年） | 6                | [ 利用客数 7 ]  |
| 2019年（令和元年） | 6                | [ 利用客数 8 ]  |
| 2020年（令和02年） | 6                | [ 利用客数 9 ]  |
| 2021年（令和03年） | 2                | [ 利用客数 10 ] |
| 2022年（令和04年） | 4                | [ 利用客数 11 ] |
| 2023年（令和05年） | 6                | [ 利用客数 1 ]  |

## 駅周辺
- 国道45号
- 蔵内漁港
- 祇園神社

## 隣の停留所
東日本旅客鉄道（JR東日本）
■気仙沼線BRT
□快速（上り1本のみ）・■普通
陸前港駅 - 蔵内駅 - 陸前小泉駅
- 鉄道時代の隣の駅も上記と同様であった。

### 記事本文
1. 1 2 3  『週刊 JR全駅・全車両基地』 56号 新庄駅・気仙沼駅・鳴子温泉駅ほか80駅、朝日新聞出版〈週刊朝日百科〉、2013年9月15日、23頁。
2. 1 2 3  石野哲（編）『停車場変遷大事典 国鉄・JR編 Ⅱ』（初版）JTB、1998年10月1日、483頁。ISBN 978-4-533-02980-6。
3. ↑  「気仙沼線における暫定的なサービス提供開始について (PDF)」（プレスリリース）、東日本旅客鉄道仙台支社、2012年7月18日。2013年6月19日時点のオリジナル (PDF)よりアーカイブ。2025年7月30日閲覧。
4. ↑  「気仙沼線BRTの専用道延伸及びダイヤ改正について (PDF)」（プレスリリース）、東日本旅客鉄道仙台支社、2013年7月11日。2013年9月25日時点のオリジナル (PDF)よりアーカイブ。2025年7月30日閲覧。
5. ↑  「気仙沼線BRT歌津～陸前小泉間の運行ルートの一部変更について (PDF)」（プレスリリース）、東日本旅客鉄道仙台支社、2015年9月17日。2015年10月31日時点のオリジナル (PDF)よりアーカイブ。2025年7月30日閲覧。
6. ↑  「気仙沼線BRTダイヤ改正について (PDF)」（プレスリリース）、東日本旅客鉄道仙台支社、2019年9月26日。2019年11月13日時点のオリジナル (PDF)よりアーカイブ。2025年7月30日閲覧。
7. ↑  「気仙沼線（柳津～気仙沼間）及び大船渡線（気仙沼～盛間）における鉄道事業の廃止の日の繰上げの届出について (PDF)」（プレスリリース）、東日本旅客鉄道、2020年1月31日。2020年2月6日閲覧。
8. ↑  「鉄道事業の廃止の届出に係る廃止の日の繰上げについて (PDF)」（プレスリリース）、国土交通省東北運輸局、2020年1月29日。2020年2月1日時点のオリジナル (PDF)よりアーカイブ。2020年2月6日閲覧。

### 利用状況
1. 1 2  「BRT駅別乗車人員（2023年度）| 企業サイト：JR東日本」東日本旅客鉄道。2025年7月30日閲覧。
2. ↑  「BRT駅別乗車人員（2013年度）：JR東日本」東日本旅客鉄道。2025年7月30日閲覧。
3. ↑  「BRT駅別乗車人員（2014年度）：JR東日本」東日本旅客鉄道。2025年7月30日閲覧。
4. ↑  「BRT駅別乗車人員（2015年度）：JR東日本」東日本旅客鉄道。2025年7月30日閲覧。
5. ↑  「BRT駅別乗車人員（2016年度）：JR東日本」東日本旅客鉄道。2025年7月30日閲覧。
6. ↑  「BRT駅別乗車人員（2017年度）：JR東日本」東日本旅客鉄道。2025年7月30日閲覧。
7. ↑  「BRT駅別乗車人員（2018年度）：JR東日本」東日本旅客鉄道。2025年7月30日閲覧。
8. ↑  「BRT駅別乗車人員（2019年度）：JR東日本」東日本旅客鉄道。2025年7月30日閲覧。
9. ↑  「BRT駅別乗車人員（2020年度）| 企業サイト：JR東日本」東日本旅客鉄道。2025年7月30日閲覧。
10. ↑  「BRT駅別乗車人員（2021年度）| 企業サイト：JR東日本」東日本旅客鉄道。2025年7月30日閲覧。
11. ↑  「BRT駅別乗車人員（2022年度）| 企業サイト：JR東日本」東日本旅客鉄道。2025年7月30日閲覧。